# Блаунокс (Пенсільванія)
Блаунокс (англ. Blawnox) — місто (англ. borough) в США, в окрузі Аллегені штату Пенсільванія. Населення — 1454 особи (2020).

## Географія
Блаунокс розташований за координатами 40°29′34″ пн. ш. 79°51′37″ зх. д. / 40.49278° пн. ш. 79.86028° зх. д. (40.492717, -79.860276).  За даними Бюро перепису населення США в 2010 році місто мало площу 1,14 км², з яких 0,77 км² — суходіл та 0,37 км² — водойми.

## Демографія
Згідно з переписом 2010 року, у селищі мешкали 1432 особи в 830 домогосподарствах у складі 290 родин. Густота населення становила 1255 осіб/км².  Було 899 помешкань (788/км²).
Расовий склад населення:
| - 92,9 % — білих - 4,0 % — азіатів - 1,9 % — чорних або афроамериканців - 0,1 % — корінних американців |

До двох чи більше рас належало 1,1 %. Частка іспаномовних становила 0,8 % від усіх жителів.
За віковим діапазоном населення розподілялося таким чином: 14,2 % — особи молодші 18 років, 64,3 % — особи у віці 18—64 років, 21,5 % — особи у віці 65 років та старші. Медіана віку мешканця становила 46,9 року. На 100 осіб жіночої статі у селищі припадало 93,0 чоловіків;  на 100 жінок у віці від 18 років та старших — 96,0 чоловіків також старших 18 років.
Середній дохід на одне домашнє господарство  становив 45 206 доларів США (медіана — 35 833), а середній дохід на одну сім'ю — 58 394 долари (медіана — 45 461). Медіана доходів становила 40 542 долари для чоловіків та 32 841 долар для жінок. За межею бідності перебувало 13,7 % осіб, у тому числі 15,1 % дітей у віці до 18 років та 10,1 % осіб у віці 65 років та старших.
Цивільне працевлаштоване населення становило 786 осіб. Основні галузі зайнятості: освіта, охорона здоров'я та соціальна допомога — 28,0 %, мистецтво, розваги та відпочинок — 18,3 %, роздрібна торгівля — 15,6 %, науковці, спеціалісти, менеджери — 13,0 %.